# Setabis gelasine
Setabis gelasine är en fjärilsart som beskrevs av Bates 1868. Setabis gelasine ingår i släktet Setabis och familjen Riodinidae. Inga underarter finns listade i Catalogue of Life.